# Солдатське (Євпаторійський район)
Солда́тське (до 1948 року — Сєджєву́т; крим. Secevut) — село Євпаторійського району Автономної Республіки Крим.
Відстань від райцентру до населеного пункта становить 34 кілометрів по прямій.
За даними сільради на 2009 рік, площа сала 8,2 гектара, на якій у 70 дворах було 132 мешканці.

## Історія
Село відоме з часів Кримського ханства, в останній його період Сєхар входив до Шейхелського кадилика Кезлевського каймаканства перша документальна згадка села зустрічається в Камеральному Описі Криму… 1784 року.
По Відомості про волостях і селищах, в Євпаторійському повіті зі свідченням числа дворів і душ… від 19 квітня 1806 року у селі Сиджєут було 5 дворів і 25 кримських татар населення.
Згідно зі Списком населених пунктів Кримської АРСР за Всесоюзним переписом 17 грудня 1926 року, на хуторі Сєїт-Джєут було 8 дворів, з них 6 селянських, населення становило 34 особи, з них 25 татар та 9 росіян.
18 травня кримські татари були депортовані до Центральної Азії, а 18 травня 1948 року Указом Президії Верховної Ради РРФСР Сєїт-Джєут перейменували на Солдатське.